# Adrenaline (альбом Deftones)
Adrenaline (с англ. — «Адреналин») — дебютный студийный альбом американской альтернативной метал-группы Deftones, выпущенный 3 октября 1995 года на лейблах Maverick Records и Warner Bros. Records. Продюсером альбома выступил Терри Дэйт (известный своими работами с такими исполнителями, как Soundgarden, Limp Bizkit, Soulfly, Pantera, Slayer, Dark Angel и др.), однако продюсированием скрытого трека «Fist» занимался Росс Робинсон. На обложке альбома изображен аспиратор.

## Об альбоме
Ранее группа, c 1988 и до 1994 года, особо серьёзно не приступала к работе над записью своих песен; единственное записанное демо, известное среди поклонников группы — это (Like) Linus. После подписания контракта с Maverick Records, осенью 1994 года группа приступила к записи дебютного альбома. Продюсером альбома (как и на последующих трёх) выступил Терри Дэйт, который привнес в музыку группы новые идеи, особенно касающиеся структуры самих песен.
Относительно записи барабанщик Эйб Каннингем сказал: 

В то время, когда мы делали первую запись – которая мне очень нравится и кажется хорошей – можно сказать, что группа была очень молодой. Мы играли большинство тех песен уже довольно давно, и мы были так счастливы, что делаем запись, что не особо задумывались о том, чтобы сделать песни лучшеОригинальный текст (англ.)At the time we did the first record – which I really like and think is good – you can tell the band was really young. We'd been playing most of those songs for quite a while, and we were just so happy to be making a record that we didn't really think a whole lot about making the songs better 
 Фронтмен группы Чино Морено чувствовал, что альбом был записан «очень быстро»; он исполнил все свои вокальные партии вживую с группой в комнате с помощью ручного микрофона Shure SM58. Терри Дэйт о записи альбома: 
Бас был записан вживую. Я не слишком лажу с микрофонами, для меня важнее извлечь характер из инструмента. Мы использовали напольные мониторы для всех, кроме Эйба, и начали с баса между гитарой и ударными. Голос Чино очень многогранен, и он может изменять его практически как угодно, причем часто это связано с тем, как он располагает микрофон. Он крутит его в руках, добиваясь различного звучания. Я хотел, чтобы он использовал микрофон как инструмент. При работе с вокалом я предпочитаю микрофон SM58, и 90% моих групп, сделавших карьеру, работали именно с ним. Чино просто раздалбывал его на протяжении всей записи, бросал его, плевал в него. Мы использовали только один микрофон, и впоследствии он был подарен Чино. Когда звучит его голос, весь фоновый шум просто исчезает. Эти ребята невероятно преданы своему делу и любят то, что делают, и поэтому мне действительно понравилось работать с ними.
В окончательную версию альбома не вошла ранее записанная композиция «Teething»; вскоре эта песня попала в саундтрек к американскому кинофильму 1996 года под названием «Ворон 2: Город ангелов». Deftones можно заметить в этом фильме — они исполняют эту песню вживую.

Песня «Bored» (которая стала первым синглом группы), по признанию музыкантов, была сочинена за 30 минут, причём самым сложным оказалось записать припев «I get bored!» — Чино Морено никак не мог проорать эту строчку с нужным звучанием. Стивен Карпентер о песне: 
Мы написали Bored за полчаса. Она просто вышла из ниоткуда!
 После выхода Adrenaline в 1995 году Чино прокомментировал запись «Bored», сказав следующее: 
Иногда я приезжал в студию и разочаровывался в себе. Потому что мне не давалась часть песни, именно фраза „Get bored“, я никак не мог с ней справиться. Не мог попасть в нужный промежуток. Вообще никак. Я без конца перезаписывал эту часть, потому что она не получалась как надо. Я бросал всё, чуть не плача. Говорил Терри: „Я не могу. Я не могу сделать это“. Он отвечал: „Всё круто, ты можешь. Езжай домой и отдохни, завтра попробуем снова“. Он не давал мне отчаяться. Пару раз я хотел забить и всё бросить. Просто... я жутко нервничал. Мне всё казалось провалом.

## Отзывы критиков
| Оценки критиков                   | Оценки критиков |
| Источник                          | Оценка          |
| --------------------------------- | --------------- |
| AllMusic                          | [ 11 ]          |
| Drowned in Sound                  | 8/10            |
| The Encyclopedia of Popular Music | [ 12 ]          |
| Kerrang!                          | [ 13 ]          |
| Los Angeles Times                 | [ 14 ]          |
| MusicHound Rock                   | [ 15 ]          |
| The Rolling Stone Album Guide     | [ 16 ]          |

Альбом был похвален за новый и инновационный звук и сравнивался с Helmet, Korn, Pantera, Red Hot Chili Peppers и The Smashing Pumpkins, The Cure, Nine Inch Nails и Nirvana. Критик Кэтрин Турман написала в январе 1996 года, что «если это то, во что превращается хэви-метал, то это чертовски хорошо». В 1995 году музыкальный критик Джон Видерхорн из журнала Pulse писал: «Подача в Adrenaline между мелодиями, полные мрака и взрывоопасных риффов, набрасываются, словно параноидальный сон, пробуждённый шумными соседями. Чёткие и хитроумные ритмы, вокал резонирует подобно ярости и чувственности таким образом, что это похоже на металлическую версию Nirvana». Альбом Adrenaline является важной частью ню-метал-сцены.

## Продажи
В поддержку альбома было выпущено два сингла: «7 Words» и «Bored» (17 декабря 1995 года и 4 апреля 1996 года соответственно). На оба сингла были сняты видеоклипы. Чино является большим поклонником «3вёздных войн», и в самом начале клипа на песню «Bored» можно увидеть как Чино стоит у себя дома, а над ним постер с изображением C-3PO. В одном из видео-интервью Чино проводит экскурсию по туровому автобусу и, дойдя до своей кровати, показывает коробку для ланча (англ. lunchbox), выполненную полностью в теме «3вёздных войн».
Изначально альбом не был успешен, но обширные турне и слухи помогли продать 220 000 копий. Альбом получил золотую сертификацию от RIAA 7 июля 1999 года, а 23 сентября 2008 года — платиновый сертификат. Альбом продержался 21 недель в чарте Billboard Top Heatseekers, оставаясь на 23-й позиции. Когда спросили, в чём успех альбома, басист Чи Ченг сказал:

Одно слово: настойчивость. Мы вместе уже почти восемь лет, в дороге уже два года, и мы делаем это честно и порядочно — и ребята это видят.Оригинальный текст (англ.)One word: perseverance. We've been together for almost eight years, on the road for two, and we do it with honesty and integrity—and the kids can tell 

## Список композиций
Все тексты написаны Чино Морено, вся музыка написана Deftones.
| №                   | Название              | Длительность |
| ------------------- | --------------------- | ------------ |
| 1.                  | «Bored»               | 4:06         |
| 2.                  | «Minus Blindfold»     | 4:04         |
| 3.                  | «One Weak»            | 4:29         |
| 4.                  | «Nosebleed»           | 4:26         |
| 5.                  | «Lifter»              | 4:43         |
| 6.                  | «Root»                | 3:41         |
| 7.                  | «7 Words»             | 3:43         |
| 8.                  | «Birthmark»           | 4:18         |
| 9.                  | «Engine No. 9»        | 3:25         |
| 10.                 | «Fireal»              | 6:36         |
| 11.                 | «Fist» (Скрытый трек) | 3:35         |
| Общая длительность: | Общая длительность:   | 47:08        |

## Участники записи
| Deftones - Чино Морено — вокал - Стивен Карпентер — гитара - Чи Ченг — бас-гитара, бэк-вокал - Эйб Каннингем — барабаны | Производственный персонал - Терри Дэйт — продюсер, звукорежиссёр, микширование - Тед Дженсен — мастеринг - Ульрих Уайлд — звукорежиссёр - Ким Биггз — арт-директор, дизайн - Джулия Кэрролл — фотограф - Рик Косик — фотограф - Deftones — продюсеры |

## Чарты и сертификации
| Год  | Чарт                 | Место |
| ---- | -------------------- | ----- |
| 1996 | Top Heatseekers      | 23    |
| 2000 | Catalog Albums Chart | 46    |

| Страна         | Сертификация |
| -------------- | ------------ |
| Великобритания | Серебряный   |
| США            | Платиновый   |